# 1,2-ジメチルエチレンジアミン
1,2-ジメチルエチレンジアミン（英語: 1,2-dimethylethylenediamine、DMEDA）は、化学式が (CH3NH)2C2H4 の有機化合物である。魚臭のある無色の液体で、第二級アミンである。

## 反応
金属錯体のキレート化ジアミンとして使用され、その一部は均一系触媒として作用する。
ケトンやアルデヒドとの縮合によってイミダゾリジン類の前駆体になる。
RR'CO + C2H4(CH3NH)2 → C2H4(CH3N)2CRR' + H2O